# Élégie (Poulenc)
De Élégie van Francis Poulenc is een werk voor twee piano's, gecomponeerd in Bagnols-en-Forêt in de zomer van 1959. Het werk is opgedragen aan Marie-Blanche en in 1960 uitgegeven bij Éditions Max Eschig, Parijs.
Het is een eendelig stuk, geschreven in Fis majeur. De subtitel luidt: "en accords alternés", ofwel in 'afwisselende akkoorden'. De melodie van de ene piano wordt bijna voortdurend syncopisch door de andere piano geïmiteerd. Het karakter van de elegie komt tot uitdrukking door onder andere het tempo: "Très calme et mélancholique", met een metronoomgetal van 54. Het stuk begint en eindigt zeer zacht.
De componist voegde zelf als 'voorwoord' in vier talen een noot toe:
Jouer cette Elégie comme si on l'improvisait, un cigare aux lèvres et un verre de cognac sur le piano. Tous les contretemps (sorte de vibration de l'accord précédent) doivent être à peine effleurés. Dans l'ensemble on ne mettra jamais trop de pédale— Francis Poulenc
Vertaald:
Deze elegie dient gespeeld te worden alsof men hem improviseert, een sigaar tussen de lippen en een glas cognac op de piano. Alle syncopen (een soort naresonantie van de voorgaande akkoorden) moeten zeer voorzichtig worden aangeslagen. In het geheel kan men nooit te veel pedaal gebruiken.— Francis Poulenc
Het werk duurt ongeveer 7 minuten.
Overigens schreef Poulenc meer werken voor twee piano's, waaronder een sonate en een concert met orkest. Ook schreef Poulenc meer stukken die de term 'élégie' dragen: de 'Elegie voor hoorn en piano' op. 168 uit 1957 en het eerste deel van de 'Sonate voor hobo en piano' op. 185 uit 1962.